# Юнгхун, Франц Вильгельм
Франц Вильгельм Юнгхун (нем. Franz Wilhelm Junghuhn; 26 октября 1809, Мансфельд, Германия — 24 апреля 1864, Лембанг, Бандунг, Западная Ява) — немецкий естествоиспытатель и путешественник.

## Биография
Изучал медицину в Галле и в Берлине. Первая работа Юнгхуна («Observationes mycologicæ») написана ещё студентом; она появилась в 1830 г. в журнале «Linnaea». Вследствие дуэли, на которой Юнгхун смертельно ранил своего противника, он был приговорён к заключению в крепость на 20 лет, и лишь симуляцией сумасшествия Юнгхун добился быть переведённым в лазарет, откуда он бежал во Францию.
Благодаря содействию Броньяра Юнгхун получил место врача при иностранном легионе в Алжире. После получения помилования он вернулся на короткое время в Германию, и в июле 1835 г. отправился на остров Яву, чтобы занять место врача при голландской армии. Вскоре после прибытия Юнгхун, в качестве адъютанта начальника по санитарному надзору доктора Фритуа, совершил двухлетнее путешествие по Яве. Результатом этого путешествия, кроме статей, появившихся в голландском журнале, посвящённом Нидерландской Индии, была работа «Topographische und naturwissenschaftliche Reise durch Java», изданная академией в Магдебурге в 1845 г., с 38 таблицами.
В 1840—1842 гг. Юнгхун путешествовал на остров Суматра, и издал в 1847 г. «Die Battaländer in Sumatra», 2 тома с 19 табл. (по-голландски в Лейдене, по-немецки в Берлине). С 1842 по 1844 г. Юнгхун исследовал западное нагорье острова Явы, в 1845 г. среднюю часть острова, в том же году Юнгхун был назначен членом комиссии по естествоведению, с 1846 до 1848 г. Юнгхуну было поручено геологическое исследование Явы.
С 1849 по 1855 год Юнгхун был в Европе. По возвращении на Яву Юнгхун получил поручение заведовать культурой хинного дерева. Кроме названных трудов, Юнгхун написал ещё «Præmissa in Floram cryptogamicam Javae insulæ» (вып. I, Батавия, 1838, также в «Annales des sciences nat. Bot.», II, 16), и издал обширный труд о Яве, в котором приняли участие многие другие учёные.